# Michael Berrer
Michael Berrer (ur. 1 lipca 1980 w Stuttgarcie) – niemiecki tenisista, reprezentant w Pucharze Davisa.

## Kariera tenisowa
Jako zawodowy tenisista występował w latach 1999–2016.
W grze pojedynczej wygrywał turnieje z serii ITF Men's Circuit oraz ATP Challenger Tour. W turniejach rangi ATP World Tour jego najlepszymi wynikami są finały w Zagrzebiu w sezonie 2010 oraz 2011. Pojedynki o tytuł przegrał odpowiednio z Marinem Čiliciem i Ivanem Dodigiem.
W grze podwójnej Berrer ma na koncie zwycięstwo w turnieju ATP World Tour, w Monachium (2008), z trzech osiągniętych finałów.
W roku 2008 zadebiutował w reprezentacji w Pucharze Davisa. Rozegrał 2 singlowe mecze, które przegrał z Koreańczykiem Woongiem-Sun Junem oraz Hiszpanem Fernando Verdasco.

### Finały w turniejach ATP World Tour
| Legenda                                      |
| -------------------------------------------- |
| Wielki Szlem                                 |
| Igrzyska olimpijskie                         |
| Tennis Masters Cup / ATP Finals              |
| ATP Masters Series / ATP Tour Masters 1000   |
| ATP International Series Gold / ATP Tour 500 |
| ATP International Series / ATP Tour 250      |

#### Gra pojedyncza (0–2)
| Końcowy wynik | Nr | Data          | Turniej | Nawierzchnia  | Przeciwnik  | Wynik finału     |
| ------------- | -- | ------------- | ------- | ------------- | ----------- | ---------------- |
| Finalista     | 1. | 7 lutego 2010 | Zagrzeb | Twarda (hala) | Marin Čilić | 4:6, 7:6(5), 3:6 |
| Finalista     | 2. | 6 lutego 2011 | Zagrzeb | Twarda (hala) | Ivan Dodig  | 3:6, 4:6         |

#### Gra podwójna (1–2)
| Końcowy wynik | Nr | Data             | Turniej   | Nawierzchnia | Partner          | Przeciwnicy                           | Wynik finału   |
| ------------- | -- | ---------------- | --------- | ------------ | ---------------- | ------------------------------------- | -------------- |
| Finalista     | 1. | 17 września 2006 | Pekin     | Twarda       | Kenneth Carlsen  | Mario Ančić Mahesh Bhupathi           | 4:6, 3:6       |
| Zwycięzca     | 1. | 4 maja 2008      | Monachium | Ceglana      | Rainer Schüttler | Scott Lipsky David Martin             | 7:5, 3:6, 10–8 |
| Finalista     | 2. | 13 lipca 2008    | Stuttgart | Ceglana      | Mischa Zverev    | Christopher Kas Philipp Kohlschreiber | 3:6, 4:6       |